# Rezervația naturală Ciobalaccia
Ciobalaccia este o rezervație naturală silvică în raionul Cantemir, Republica Moldova. Este amplasată la 2 km est de satul Ciobalaccia, ocolul silvic Baimaclia, Aluniș, parcela 34, subparcelele 14, 15. Are o suprafață de 13,4 ha. Obiectul este administrat de Gospodăria Silvică de Stat Iargara.